# ごりん高原スキー場
湯田中渋温泉ごりん高原スキー場（ゆだなかしぶおんせん-ごりんこうげんスキーじょう）は、長野県下高井郡山ノ内町にあったスキー場である。

## 概要
プリンスホテルが所有していた。
湯田中温泉街からロープウェーでゲレンデに直結している便利さを売りにしていた。しかし、近隣に良質なスキー場が密接していることや、スキー客の減少、駐車場の狭さ、ゲレンデの一部平坦などが弱点となって経営不振が続き、西武ホールディングスの経営再建に伴い売却を試みたものの買取先がなく閉鎖された。

## 歴史
- 1987年（昭和62年）12月 - 開業。
- 2007年（平成19年）2月25日 - 06-07年シーズンの営業を終了。結果的に最後の営業となる。
- 2007年（平成19年）3月23日 - 西武ホールディングスが廃業を発表。

## コース
- ファミリーコース(初級)
- 白樺コース(中級)
- から松コース(中級)
- パノラマコース(中級)

## 索道
「索道名(距離・高低差・乗車人数・索道メーカー)」で以下に示す。
- 湯田中ロープウェイ(3156m・370m・101人乗り・安全索道)
山麓からゲレンデにアクセスするためのロープウェイ。山頂駅はゴンドラと直結していた。完全に撤去された。
- ごりんゴンドラ(2456m・440m・6人乗り・安全索道)
ゲレンデを滑走するために使用した安全索道のゴンドラリフト。完全に撤去された。
- ごりん第1ロマンスリフト(412m・98m・2人乗り・安全索道)
ごりん高原スキー場唯一のチェアリフト。運休されている事が多かった。撤去されている。
- 第1高速リフト(1005m・不明・4人乗り・不明)
1991年に事業許可されたリフトだが、建設はされず、未成線となっている。
- 焼額山連絡ロープウェイ
焼額山スキー場の西側山麓部を結ぶ計画があり、支柱のみ設置していた。
降車場からは、焼額山第1リフト(廃止)および一の瀬山の神スキー場の第1トリプルリフトに連絡する予定であった。

## 交通
自動車
- 上信越自動車道：信州中野IC、国道292号:湯田中

公共交通機関
- 各地から長野まで
  - 東日本旅客鉄道：長野駅（新幹線で東京駅から79分、名古屋駅から特急で3時間）
  - 川中島バス・阪急バス：大阪・京都 - 長野駅（高速バス）
  - 長電バス・西武バス：池袋 - 長野（高速バス）
  - 川中島バス・京王バス：新宿 - 長野（高速バス）
  - 川中島バス：名古屋 - 長野（高速バス）
- 各地から湯田中まで
  - 長電バス・南海バス：大阪・京都 - 湯田中駅（夜行 高速バス）
  - 長野電鉄：長野駅 - 湯田中駅（特急約45分）
  - 湯田中駅から車10分

## その他
- 閉鎖される数年前から、年末年始でも空いており、コースに人が見られないこともあった。
- 更衣室・休憩所に、妙高杉ノ原スキー場で不要となった、4人乗りゴンドラを3つ利用していた。
- 閉鎖後、森林に戻す計画が行われていると地元新聞に掲載された。
- 年々入場者が減り、最終的に1日リフト券が2,100円となり、3月は土・休日だけの営業となった。